# Nazionale maschile di calcio della Saar
La nazionale di calcio della Saar (in tedesco Saarländische Fußballnationalmannschaft) fu, tra il 1950 e il 1956, la rappresentativa calcistica nazionale della Saar, all'epoca protettorato francese, territorialmente coincidente con l'attuale stato federato tedesco della Saarland.

## Storia
La Federazione calcistica della Saar venne fondata nel giugno 1950 ed aderì subito alla FIFA. Il 22 novembre dello stesso anno la nazionale debuttò nella vittoriosa amichevole (5-3) contro la squadra B della nazionale svizzera. Nel 1954 la Federazione calcistica della Saar fu una delle federazioni fondatrici dell'UEFA.
Prese parte alle qualificazioni per i Mondiali 1954, senza però riuscire a qualificarsi per la fase finale, chiudendo il proprio gruppo di qualificazione alle spalle della Germania Ovest.
Con il Trattato di Lussemburgo del 1956 fu stabilito che la Saar sarebbe stata annessa alla Germania Ovest a partire dal 1º gennaio del 1957: contestualmente la Federazione calcistica della Saar si sciolse e, di conseguenza, scomparve la rappresentativa nazionale.

## Qualificazioni al campionato mondiale di calcio 1954
L'unica volta in cui la Saar partecipò alle qualificazioni mondiali fu per il campionato mondiale di calcio 1954. Fu inserita nel primo gruppo dell'Europa insieme alla Norvegia e alla Germania Ovest. Le squadre si affrontano in un girone all'italiana andata e ritorno. Si sarebbe qualificata al mondiale la prima classificata.

### Gruppo 1 (Europa)
| Oslo 24 giugno 1953 | Norvegia | 2 – 3 | Saar |  |

| Oslo 19 agosto 1953 | Norvegia | 1 – 1 | Germania Ovest |  |

| Stoccarda 11 ottobre 1953 | Germania Ovest | 3 – 0 | Saar |  |

| Saarbrücken 8 novembre 1953 | Saar | 0 – 0 | Norvegia |  |

| Amburgo 22 novembre 1953 | Germania Ovest | 5 – 1 | Norvegia |  |

| Saarbrücken 28 marzo 1954 | Saar | 1 – 3 | Germania Ovest |  |

| Pos | Squadra        | Pts | G | V | N | P | GF | GS |
| --- | -------------- | --- | - | - | - | - | -- | -- |
| 1   | Germania Ovest | 7   | 4 | 3 | 1 | 0 | 12 | 3  |
| 2   | Saar           | 3   | 4 | 1 | 1 | 2 | 4  | 8  |
| 3   | Norvegia       | 2   | 4 | 0 | 2 | 2 | 4  | 9  |

## Partecipazioni ai tornei internazionali
Legenda: Grassetto: Risultato migliore, Corsivo: Mancate partecipazioni

## Confronti con le altre Nazionali
Questi sono i saldi della Saar nei confronti delle altre Nazionali incontrate.

### Saldo positivo
| Nazionale  | Giocate | Vinte | Pareggiate | Perse | Reti fatte | Reti subite | Differenza reti | Ultima vittoria   | Ultimo pareggio | Ultima sconfitta |
| ---------- | ------- | ----- | ---------- | ----- | ---------- | ----------- | --------------- | ----------------- | --------------- | ---------------- |
| Svizzera B | 2       | 2     | 0          | 0     | 10         | 5           | +5              | 15 settembre 1951 | -               | -                |
| Norvegia   | 2       | 1     | 1          | 0     | 3          | 2           | +1              | 24 giugno 1953    | 8 novembre 1953 | -                |

### Saldo neutro
| Nazionale | Giocate | Vinte | Pareggiate | Perse | Reti fatte | Reti subite | Differenza reti | Ultima vittoria | Ultimo pareggio | Ultima sconfitta |
| --------- | ------- | ----- | ---------- | ----- | ---------- | ----------- | --------------- | --------------- | --------------- | ---------------- |
| Austria B | 2       | 1     | 0          | 1     | 4          | 6           | -2              | 27 maggio 1951  | -               | 14 ottobre 1951  |
| Francia B | 4       | 2     | 0          | 2     | 11         | 11          | +0              | 9 ottobre 1955  | -               | 17 ottobre 1954  |
| Svizzera  | 1       | 0     | 1          | 0     | 1          | 1           | +0              | -               | 1º maggio 1956  | -                |

### Saldo negativo
| Nazionale      | Giocate | Vinte | Pareggiate | Perse | Reti fatte | Reti subite | Differenza reti | Ultima vittoria | Ultimo pareggio | Ultima sconfitta  |
| -------------- | ------- | ----- | ---------- | ----- | ---------- | ----------- | --------------- | --------------- | --------------- | ----------------- |
| Germania Ovest | 2       | 0     | 0          | 2     | 1          | 6           | -5              | -               | -               | 28 marzo 1954     |
| Uruguay        | 1       | 0     | 0          | 1     | 1          | 7           | -6              | -               | -               | 5 giugno 1954     |
| Jugoslavia     | 1       | 0     | 0          | 1     | 1          | 5           | -5              | -               | -               | 26 settembre 1954 |
| Portogallo B   | 2       | 0     | 1          | 1     | 1          | 6           | -5              | -               | 3 giugno 1956   | 1º maggio 1955    |
| Paesi Bassi    | 2       | 0     | 0          | 2     | 3          | 5           | -2              | -               | -               | 6 giugno 1956     |

## Statistica partite
In tutta la sua storia la nazionale della Saar ha giocato 19 partite ufficiali tra il 1950 e il 1956.
| Competizione            | Partite | Vittorie | Pareggi | Sconfitte | Gol fatti | Gol subiti |
| ----------------------- | ------- | -------- | ------- | --------- | --------- | ---------- |
| Amichevoli              | 15      | 5        | 2       | 8         | 32        | 46         |
| Qualificazioni Mondiali | 4       | 1        | 1       | 2         | 4         | 8          |
| Totali                  | 19      | 6        | 3       | 10        | 36        | 54         |

## Statistiche individuali
| # | Giocatore         | Periodo   | Pres. | Reti |
| - | ----------------- | --------- | ----- | ---- |
| 1 | Waldemar Philippi | 1950-1956 | 18    | 0    |
| 2 | Herbert Martin    | 1950-1956 | 17    | 6    |
| 3 | Gerhard Siedl     | 1951-1956 | 16    | 4    |
| 4 | Erwin Strempel    | 1950-1955 | 14    | 0    |
| 5 | Herbert Binkert   | 1951-1956 | 12    | 6    |
| 5 | Theodor Puff      | 1951-1956 | 12    | 0    |
| 7 | Nikolaus Biewer   | 1950-1954 | 11    | 0    |
| 8 | Kurt Clemens      | 1950-1956 | 10    | 0    |
| 8 | Albert Keck       | 1953-1956 | 10    | 0    |
| 8 | Peter Momber      | 1950-1956 | 10    | 1    |

| # | Giocatore        | Periodo   | Reti | Pres. | Reti/pr. |
| - | ---------------- | --------- | ---- | ----- | -------- |
| 1 | Herbert Binkert  | 1951-1956 | 6    | 12    | 0,5      |
| 1 | Herbert Martin   | 1950-1956 | 6    | 17    | 0,35     |
| 3 | Erich Leibenguth | 1950-1952 | 5    | 5     | 1        |
| 4 | Gerhard Siedl    | 1951-1956 | 4    | 16    | 0,25     |
| 4 | Heinz Vollmar    | 1955-1956 | 4    | 4     | 1        |
| 6 | Fritz Altmeyer   | 1954-1956 | 3    | 6     | 0,5      |
| 7 | Karl Berg        | 1950-1955 | 1    | 9     | 0,11     |
| 7 | Werner Emser     | 1954      | 1    | 3     | 0,33     |
| 7 | Ewald Follmann   | 1950-1955 | 1    | 3     | 0,33     |
| 7 | Peter Krieger    | 1955-1956 | 1    | 4     | 0,25     |

Tre calciatori giocarono anche per la nazionale della Germania Ovest:
- Heinz Vollmar 12 presenze e 3 gol
- Gerhard Siedl 6 presenze e 3 gol
- Karl Ringel 1 presenza

Un calciatore aveva precedentemente giocato nella nazionale della Germania:
- Franz Immig 2 presenze